# Оосуги, Кумико
Кумико Оосуги (яп. 大杉久美子, род. 10 июля 1951, Токио) — японская певица.
В 1964 году на лейбле Crown Records записала песню под псевдонимом Момоко Сибаяма (яп. 柴山モモコ). Первой песней, выпущенной под её настоящим именем, стала «Attack No. 1» (яп. アタックNo.1) — композиция для открывающих титров одноимённого аниме (1969). Кумико также исполнила песни для множества других аниме: Ace wo Nerae! (1973), Rascal the Raccoon (1977), Flanders no Inu (1975), «Дораэмон» (1979), «Удивительный волшебник из страны Оз» (1986) и так далее.
Поклонники и японская пресса называют её «Королевой аниме-песен», одной из «Четырёх небесных монархов аниме-песен» (яп. アニソン四天王), среди которых также Итиро Мидзуки, Исао Сасаки и Мицуко Хориэ.